# Copa del Rey de rugby 2007-08
La Copa del Rey de rugby 2007-08 es un campeonato de rugby basado en eliminatorias directas a partido único en el que participan los ocho primeros clasificados de la liga de División de Honor al finalizar la primera vuelta de la temporada 2007-08. La Copa del Rey se juega al finalizar la División de Honor en un formato de cuartos de final, semifinales y final.

## Equipos clasificados
Al finalizar la primera vuelta se clasificaron los siguientes equipos debido a que sus posiciones fueron las que se muestran a continuación:
| Pos. | Club                     | Ciudad                    | Estadio               |
| 1    | Cetransa El Salvador     | Valladolid                | Campos de Pepe Rojo   |
| 2    | CRC Madrid               | Madrid                    | Valle de las Cañas    |
| 3    | Cajasol Ciencias         | Sevilla                   | La Cartuja            |
| 4    | VRAC Quesos Entrepinares | Valladolid                | Campos de Pepe Rojo   |
| 5    | Bera Bera R.T.           | San Sebastián             | Miniestadio de Anoeta |
| 6    | Getxo Artea R.T.         | Guecho                    | Fadura                |
| 7    | UE Santboiana            | San Baudilio de Llobregat | Baldiri Aleu          |
| 8    | AMPO Ordizia R.E.        | Ordizia                   | Fernando Trevijano    |

## Cuadro Competitivo
|  | Cuartos de final                  | Cuartos de final         | Cuartos de final                  |                      |                            | Semifinales          | Semifinales | Semifinales |  |                                   | Final      | Final | Final |  |
|  |                                   |                          |                                   |                      |                            |                      |             |             |  |                                   |            |       |       |  |
|  |                                   |                          |                                   |                      |                            |                      |             |             |  |                                   |            |       |       |  |
|  | Bandera de Castilla y León        | Cetransa El Salvador     | 23                                |                      |                            |                      |             |             |  |                                   |            |       |       |  |
|  | Bandera de Castilla y León        | Cetransa El Salvador     | 23                                |                      |                            |                      |             |             |  |                                   |            |       |       |  |
|  | Bandera del País Vasco            | AMPO Ordizia R.E.        | 7                                 |                      |                            |                      |             |             |  |                                   |            |       |       |  |
|  | Bandera del País Vasco            | AMPO Ordizia R.E.        | 7                                 |                      | Bandera del País Vasco     | Getxo Artea R.T.     | 10          |             |  |                                   |            |       |       |  |
|  |                                   |                          |                                   |                      | Bandera del País Vasco     | Getxo Artea R.T.     | 10          |             |  |                                   |            |       |       |  |
|  |                                   |                          | Bandera de la Comunidad de Madrid | CRC Madrid           | 12                         |                      |             |             |  |                                   |            |       |       |  |
|  | Bandera de Andalucía              | Cajasol Ciencias         | Bandera de la Comunidad de Madrid | CRC Madrid           | 12                         | 24                   |             |             |  |                                   |            |       |       |  |
|  | Bandera de Andalucía              | Cajasol Ciencias         |                                   |                      |                            |                      |             |             |  |                                   |            |       |       |  |
|  | Bandera de Cataluña               | UE Santboiana            | 12                                |                      |                            |                      |             |             |  |                                   |            |       |       |  |
|  | Bandera de Cataluña               | UE Santboiana            | 12                                |                      |                            |                      |             |             |  | Bandera de la Comunidad de Madrid | CRC Madrid | 36    |       |  |
|  |                                   |                          |                                   |                      |                            |                      |             |             |  | Bandera de la Comunidad de Madrid | CRC Madrid | 36    |       |  |
|  |                                   |                          | Bandera de Castilla y León        | Cetransa El Salvador | 31                         |                      |             |             |  |                                   |            |       |       |  |
|  | Bandera del País Vasco            | Pégamo Bera Bera         | Bandera de Castilla y León        | Cetransa El Salvador | 31                         | 19                   |             |             |  |                                   |            |       |       |  |
|  | Bandera del País Vasco            | Pégamo Bera Bera         |                                   |                      |                            |                      |             |             |  |                                   |            |       |       |  |
|  | Bandera del País Vasco            | Getxo Artea R.T.         | 34                                |                      |                            |                      |             |             |  |                                   |            |       |       |  |
|  | Bandera del País Vasco            | Getxo Artea R.T.         | 34                                |                      | Bandera de Castilla y León | Cetransa El Salvador | 15          |             |  |                                   |            |       |       |  |
|  |                                   |                          |                                   |                      | Bandera de Castilla y León | Cetransa El Salvador | 15          |             |  |                                   |            |       |       |  |
|  |                                   |                          | Bandera de Andalucía              | Cajasol Ciencias     | 11                         |                      |             |             |  |                                   |            |       |       |  |
|  | Bandera de la Comunidad de Madrid | CRC Madrid               | Bandera de Andalucía              | Cajasol Ciencias     | 11                         | 13                   |             |             |  |                                   |            |       |       |  |
|  | Bandera de la Comunidad de Madrid | CRC Madrid               |                                   |                      |                            |                      |             |             |  |                                   |            |       |       |  |
|  | Bandera de Castilla y León        | VRAC Quesos Entrepinares | 3                                 |                      |                            |                      |             |             |  |                                   |            |       |       |  |
|  | Bandera de Castilla y León        | VRAC Quesos Entrepinares | 3                                 |                      |                            |                      |             |             |  |                                   |            |       |       |  |
|  |                                   |                          |                                   |                      |                            |                      |             |             |  |                                   |            |       |       |  |

| Campeón Copa del Rey 2008 CRC Madrid |

### Cuartos de final
|  | Local | vs. | Visita |  |  |

|  | Local | vs. | Visita |  |  |

|  | Local | vs. | Visita |  |  |

|  | Local | vs. | Visita |  |  |

### Semifinales
|  | Local | vs. | Visita |  |  |

|  | Local | vs. | Visita |  |  |

### Final
|  | Local | vs. | Visita |  |  |